# علی فائز
علی فائز (عربی: علي فائز عطية؛ زادهٔ ۹ سپتامبر ۱۹۹۴) یک بازیکن فوتبال اهل عراق است.
وی همچنین در تیم ملی فوتبال عراق بازی کرده‌است.